# Campeonato Europeo de Halterofilia de 1957
El XXXVII Campeonato Europeo de Halterofilia se celebró en Katowice (Polonia) entre el 19 y el 22 de septiembre de 1957 bajo la organización de la Federación Europea de Halterofilia (EWF) y la Federación Polaca de Halterofilia.

## Medallistas
| Evento  | Oro                              | Plata                                | Bronce                                |
| ------- | -------------------------------- | ------------------------------------ | ------------------------------------- |
| 56 kg   | Vladimir Viljovski URSS 302,5    | Marian Jankowski · Polonia · 300,0   | Zbigniew Rusinowicz · Polonia · 290,0 |
| 60 kg   | Rafael Chimishkian URSS 340,0    | István Balogh · Hungría · 310,0      | Georg Miske RDA 307,5                 |
| 67,5 kg | Ravil Jabutdinov URSS 375,0      | Jan Czepułkowski · Polonia · 352,5   | Marian Zieliński · Polonia · 347,5    |
| 75 kg   | Jasan Yagly-Ogly URSS 400,0      | Marcel Paterni Francia 390,0         | Jan Bochenek · Polonia · 380,0        |
| 82,5 kg | Mark Rudman URSS 422,5           | Václav Pšenička Checoslovaquia 402,5 | Ireneusz Paliński · Polonia · 400,0   |
| 90 kg   | Czesław Białas · Polonia · 420,0 | Klaus-Dieter Göhring RDA 390,0       | Zdeněk Srstka Checoslovaquia 382,5    |
| +90 kg  | Yevgueni Novikov URSS 480,0      | Eino Mäkinen · Finlandia · 440,0     | Václav Syrowy Checoslovaquia 425,0    |

1. 1 2 3  Fuerza (kg) + arrancada (kg) + dos tiempos (kg) = TOTAL (kg)

## Medallero
| Núm. | País           | Oro | Plata | Bronce | Total |
| ---- | -------------- | --- | ----- | ------ | ----- |
| 1    | URSS           | 6   | 0     | 0      | 6     |
| 2    | Polonia        | 1   | 2     | 4      | 7     |
| 3    | Checoslovaquia | 0   | 1     | 2      | 3     |
| 4    | RDA            | 0   | 1     | 1      | 2     |
| 5    | Finlandia      | 0   | 1     | 0      | 1     |
| 5    | Francia        | 0   | 1     | 0      | 1     |
| 5    | Hungría        | 0   | 1     | 0      | 1     |
|      | TOTAL          | 7   | 7     | 7      | 21    |